# Морска артилерия
Морската артилерия е вид артилерия, принадлежащ към военноморските сили.
Към морската артилерия се отнасят артилерийските установки, състоящи на въоръжение на корабите (съдовете) и бреговите войски и предназначени за поразяване (разрушение) на морски, въздушни и брегови (наземни) обекти (цели).
Според своето предназначение морската артилерия се дели на главна артилерия (за решаване на основните задачи), противоминна (историческа) (за отразяване на атаките на миноносците), зенитна (за противовъздушна отбрана) и универсална.
Според наличието и особеностите на конструктивната защита на артилерийските установки морската артилерия може да бъде куполна, палубно-куполна, казематна (историческа), щитова и открита, а според конструкцията на канала на ствола – гладкостволна (историческа) или нарезна.
Според величината на диаметъра на канала на ствола има морска артилерия голям калибър (152 mm и повече), среден (от 85 до 152 mm) и малък (под 76 mm). Морската артилерия има голяма далечина на стрелбата.